# Бюст П. С. Кутахова
Бюст Павла Степановича Кутахова (маршала авиации, дважды Героя Советского союза) — бронзовый памятник, установленный в селе Малокирсановка Матвеево-Курганского района Ростовской области, на улице Аникиенко, 52. Объект культурного наследия регионального значения. Здесь же находится музей имени Павла Кутахова.

## История и описание
Памятник был установлен в 1980 году.
Бронзовый бюст дважды Герою Советского Союза Павлу Степановичу Кутахову изготовлен в Москве и установлен на родине в селе Малокирсановка на Аллее Славы. Пьедестал выполнен из красного гранита.

## Примечание
1. ↑  Карточка объекта из ЕГРОКН. nvo.ng.ru. Дата обращения: 13 декабря 2019.
2. ↑  Ростовская область улучшила свою позицию в рейтинге регионов по отсутствию вредных привычек. don24.ru. Дата обращения: 13 декабря 2019. Архивировано 13 декабря 2019 года.
3. ↑  Бюст маршала авиации, дважды Героя Советского Союза П. С. Кутахова, Ростовская область, Матвеево-Курганский район, с. Малокирсановка, ул. Аникиенко, 52, 20 м на север. kartarf.ru. Дата обращения: 3 января 2020. Архивировано 3 января 2020 года.
4. ↑  Матвеево-Курганский районный краеведческий музей | Малокирсановское сельское поселение. rkm.rnd.muzkult.ru. Дата обращения: 13 декабря 2019. Архивировано 13 декабря 2019 года.